# Liste der Kulturdenkmäler in Korlingen
In der Liste der Kulturdenkmäler in Korlingen sind alle Kulturdenkmäler der rheinland-pfälzischen Ortsgemeinde Korlingen aufgeführt. Grundlage ist die Denkmalliste des Landes Rheinland-Pfalz (Stand: 8. Februar 2023).

## Einzeldenkmäler
| Bezeichnung                           | Lage                                                            | Baujahr | Beschreibung                       | Bild                           |
| ------------------------------------- | --------------------------------------------------------------- | ------- | ---------------------------------- | ------------------------------ |
| Katholische Filialkirche St. Valentin | Kapellenstraße 1 Lage                                           | 1769    | barocker Saalbau, bezeichnet 1769  | weitere Bilder Fotos hochladen |
| Quereinhaus                           | Waldracher Straße 13 Lage                                       | um 1870 | kleines Quereinhaus, um 1870       | Fotos hochladen                |
| Bildstock                             | südlich des Ortes an der K 57 nahe dem Bacheinschnitt Lage      | um 1880 | Bildstock, Nischenaufsatz, um 1880 | Fotos hochladen                |
| Wegekapelle                           | westlich des Ortes an der K 57, gegenüber dem Neubaugebiet Lage | um 1900 | Wegekapelle, Putzbau, um 1900      | Fotos hochladen                |